# Наконечный, Иосиф Мацеевич
Иосиф Мацеевич Наконечный (Юзеф Наконечный, пол. Józef Nakonieczny; 1879, Люблинская губерния — 1915, Курув) — польский политик, депутат Государственной думы I, III и IV созывов от Люблинской губернии.

## Биография
По национальности поляк. Родился 17 марта 1879 года в крестьянской семье в деревне Месионце Ново-Александрийского уезда Люблинской губернии. Его родители Мацей и Франциска в девичестве Дробова (Drob) были владельцами небольшого хозяйства. По одним сведениям образование получил в начальной школе, по другим — самоучка, но очень начитан. Брал книги для чтения у графини Езерской. Хлебопашец и плотник. Активно участвовал в польском национальном движении. Вступил в Национальную лигу и общество «Освята» («Просвещение»). Входил в сеть нелегального распространения польской национальной литературы, напечатанной в Галиции. Неоднократно подвергался арестам. В 1904 сослан на 3 года в Вологду. Там работал на строительстве железной дороги, но в 1905 году через 16 месяцев амнистирован. Вернувшись в Царство Польское, вступил в Национально-демократическую партию. Следую политики партии, радовал за прекращение забастовочного движения среди крестьян. Организовывал мероприятия, направленные против социалистической пропаганды. Выступлениями Наконечного были крайне недовольны польские социалисты. Боевики Польской социалистической партии подготовили покушение на Наконечного. 17 декабря 1905 года участвовал в работе Крестьянского съезда в Варшаве, потребовавшего автономии Польши и создания Сейма. В ходе избирательной кампании в Государственную думу снова арестован, но вскоре освобожден. Владел земельным наделом площадью в 14 десятин.

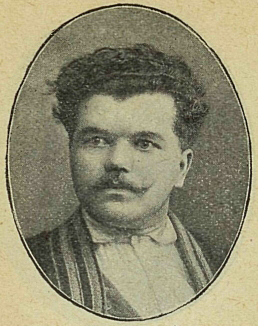
Депутат Первой Думы, 1906

14 апреля 1906 избран в Государственную думу I созыва от общего состава выборщиков Люблинского губернского избирательного собрания. Вошёл в состав Польского коло. Вошёл в думскую Аграрную комиссию. Подписал заявление 27 депутатов 1-й Государственной думы, поляков, об отношении Царства Польского с Российской империей по прежнему законодательству и по Основным государственным законам от 23 апреля 1906. Участвовал в прениях по вопросу об ответном адресе и по аграрному вопросу. Высказался за проведение аграрной реформы в Царстве Польском только при условии наделения края правами автономии.
Участвовал в выборах во Государственную думу II созыва, но избран не был. Участвовал в работе Польского крестьянского союза. Участвовал и организации и открытии школы для крестьян в Новоалександрийском уезде (ныне Пулавский повят), поддерживал организацию крестьянских кооперативов.
18 октября 1907 избран в Государственную думу III созыва от общего состава выборщиков Люблинского губернского избирательного собрания. Снова вошёл в состав Польского коло. Состоял в Земельной комиссии. Участвовал в прениях по вопросам о будущем статусе Холмщины, полонизации школы, религиозном преследованиям католиков. Зимой 1911 года принял участие в патриотических демонстрациях в Галиции.
20 октября 1912 избран в Государственную думу IV созыва от общего состава выборщиков Люблинского губернского избирательного собрания. Член Польского коло. Состоял в земельной комиссии, комиссии для рассмотрения законопроектов о замене сервитутов в Варшавском генерал-губернаторстве и в Холмской губернии. Протестовал против планов правительства выделить Холмскую область в отдельную губернию.
Во время Первой мировой войны стал членом Национального польского комитета.
Погиб 29 марта (11 апреля) 1915 года в автомобильной аварии. Он ехал на российской военной машине из Гарбово в Курув. Авария произошла при объезде телеги. Погиб и русский водитель, и Наконечный. Однако существовала версия, что якобы это было убийство, устроенное социалистами. Похороны состоялись 15 апреля 1915 года в Гарбове.

## Семья
- Жена — Анеля в девичестве Справковная (Aniela Sprawka) из Кренжицы[1]. По российским источникам у него было пятеро детей[7], но сообщалось, что к моменту его гибели в живых из них было четверо[6].

### Рекомендуемые источники
- Четвёртая Государственная Дума: Портреты и биографии. СПб, 1913;
- 4-й созыв Государственной думы: Художественный фототипический альбом с портретами и биографиями. СПб., 1913;
- Brzoza Cz., Stepan K. Posłowie polscy w Parlamencie Rosyjskim, 1906—1917: Słownik biograficzny. Warszawa, 2001.
- Российский государственный исторический архив]. Фонд 1278. Опись 1 (1-й созыв). Дело 117. Лист 9; Опись 9. Дело 540, 541; Фонд 1327. Опись 1. 1905 год. Дело 143. Лист 172 оборот.